# 32e régiment école de chars
« 53e régiment de chars et d'automoteurs lourds » et « 324e régiment de chars » redirigent ici. Pour les régiments homonymes, voir 32e régiment, 53e régiment et 324e régiment.
« 118e brigade de chars » et « 208e brigade d'artillerie automotrice » redirigent ici. Pour les brigades homonymes, voir 118e brigade et 208e brigade.
Le 32e régiment école de chars (en russe : 32-й учебный танковый полк) est une unité blindée de l'Armée de terre russe.
L'unité combat pendant la Seconde Guerre mondiale au sein de l'Armée rouge soviétique comme 118e brigade de chars (118-я танковая бригада) puis 208e brigade d'artillerie automotrice (208-я самоходно-артиллерийская бригада) avant de devenir un régiment après-guerre. Elle fait partie du 473e centre d'entraînement de district.

## Historique

### Seconde Guerre mondiale
La brigade est formée en février 1942 dans le district militaire de l'Oural, selon une directive du 15 février. Elle est à l'entraînement jusqu'au 1er juillet. Sa composition fin juin est de huit chars lourds KV, vingt chars moyens T-34 et vingt chars légers T-70.
Elle est rattachée aux opérations du front de Briansk à partir de juillet 1942,. Du 27 au 30 juillet, elle est rattachée au 7e corps de chars (ru) puis repasse en réserve de front. En octobre, elle passe à la 13e armée du front de Briansk. Elle quitte les opérations actives le 4 avril 1943.
Après plusieurs mois dans le district militaire de Moscou, la brigade revient dans les opérations actives le 20 octobre 1943, rattachée à la 3e armée de choc du 2e front de la Baltique. Elle reçoit le titre honorifique Двинская (Dvinskaïa), de Daugavpils (Dvinsk en russe), le 9 août 1944 en récompense pour la libération de cette ville.
Retirée le 13 novembre dans le district militaire de Moscou, la 118e brigade est renommée le 8 décembre 1944 208e brigade d'artillerie automotrice, équipée de chasseurs de chars SU-100. La brigade est organisée autour de trois régiments d'artillerie automotrice, les 1016ee, 1068ee et 1922ee. Elle est engagée dans les opérations actives à partir du 20 février 1945.
Rattachée au 3e front ukrainien, la brigade fait face début mars à l'opération Frühlingserwachen, une contre-attaque menée par la 6e Panzerarmee en Hongrie. Les 8 et 9 mars, la brigade détruit quatorze chars et chasseurs de chars allemands, ainsi que trente-trois semi-chenillés, au prix de huit SU-100 détruits et quatre hors de combat. Le 16 mars, la brigade ne compte plus que vingt-sept SU-100 opérationnels sur un effectif initial de soixante-trois (en plus de deux T-34 et trois SU-76). Elle est décorée le 26 avril 1945 de l'ordre de Bogdan Khmelnitski, 2e classe, pour la prise de Székesfehérvár, Mor, Zirez, Veszprém et Enying.
La brigade est rattachée à partir du mois d'avril à la 6e armée de chars de la Garde.
En juin 1945, la brigade est déplacée avec son armée vers l'Extrême-Orient soviétique. Rattachées au front de Transbaïkalie, 6e armée et 208e brigade participent à l'offensive soviétique de Mandchourie à partir du 9 août. La brigade est décorée le 20 septembre 1945 de l'ordre du Drapeau rouge parmi les unités récompensées pour la percée des fortifications de Mandchourie et d'Hailun, la traversée des montagnes du Grand Khingan et la capture des villes de Changchun, Mukden (Shenyang), Qiqihar, Rehe (Chengde), Dairen (Dalian) et Port-Arthur (Lüshunkou).

### Guerre froide
Le 15 décembre 1945, la 208e brigade d'artillerie automotrice est transformée en 53e régiment de chars et d'automoteurs lourds,, rattaché à la 14e division mécanisée, (en garnison à Nertchinsk). Le nouveau régiment hérite du titre honorifique Dvinski, de l'ordre du Drapeau rouge et de l'ordre de Bogdan Khmelnitski de 2e classe de la 208e brigade. Il est également décoré de l'ordre de Bogdan Khmelnitski de 3e classe.
En juin 1957, le régiment rejoint à Kamychlov la 44e division de chars et est renommé 324e régiment de chars,. La 44e division devient une division école le avril 1962 et le régiment devient le 324e régiment école de chars. En 1985, le régiment est équipé de chars T-54/55. La 44e division école de chars est ensuite renommée 473e centre d'entraînement de district en 1987.

### Régiment russe
Dans les années 2000, le régiment est renuméroté 32e régiment école de chars, en conservant les mêmes décorations et titres honorifiques.